# Бересфорд (парафія, Нью-Брансвік)
Бересфорд (англ. Beresford) — парафія в Канаді, у провінції Нью-Брансвік, у складі графства Глостер.

## Населення
За даними перепису 2016 року, парафія нараховувала 6248 осіб, показавши скорочення на 1,7%, порівняно з 2011-м роком. Середня густина населення становила 13,7 осіб/км².
З офіційних мов обидвома одночасно володіли 4 110 жителів, тільки англійською — 215, тільки французькою — 1 810. Усього 15 осіб вважали рідною мовою не одну з офіційних.
Працездатне населення становило 58,9% усього населення, рівень безробіття — 11% (15,1% серед чоловіків та 6,5% серед жінок). 91,4% осіб були найманими працівниками, а 6,1% — самозайнятими.
Середній дохід на особу становив $35 107 (медіана $29 318), при цьому для чоловіків — $40 748, а для жінок $29 163 (медіани — $35 072 та $23 770 відповідно).
22,8% мешканців мали закінчену шкільну освіту, не мали закінченої шкільної освіти — 30,9%, 46,3% мали післяшкільну освіту, з яких 19,3% мали диплом бакалавра, або вищий, 10 осіб мали вчений ступінь.
| Статево-вікова структура населення | Статево-вікова структура населення | Статево-вікова структура населення | Статево-вікова структура населення | Статево-вікова структура населення |
| ---------------------------------- | ---------------------------------- | ---------------------------------- | ---------------------------------- | ---------------------------------- |
|                                    |                                    |                                    |                                    |                                    |
| Всього                             | Всього                             | 51,2%48,8%                         |                                    |                                    |
| 0 — 14 років                       | 0 — 14 років                       |                                    | 12,7%                              | 12,7%                              |
| 15 — 64 років                      | 15 — 64 років                      |                                    | 68,4%                              | 68,4%                              |
| 65 і більше                        | 65 і більше                        |                                    | 18,9%                              | 18,9%                              |
| 85 і більше                        | 85 і більше                        |                                    | 1,5%                               | 1,5%                               |
| Середній вік (років)               | Середній вік (років)               | 44,945,5                           | 45,2                               | 45,2                               |
| Медіана (років)                    | Медіана (років)                    | 49,248,9                           | 49,1                               | 49,1                               |
| — чоловіки — жінки                 |                                    |                                    |                                    |                                    |

| Походження мешканців:     | Походження мешканців:     | Походження мешканців: | Походження мешканців: | Походження мешканців: |
| ------------------------- | ------------------------- | --------------------- | --------------------- | --------------------- |
| Походження                |                           |                       | осіб                  | %                     |
| Корінні американці        | Корінні американці        |                       | 355                   | 5.9%                  |
| Інше північноамериканське | Інше північноамериканське |                       | 5 105                 | 84.8%                 |
| Європейське               | Європейське               |                       | 1 740                 | 28.9%                 |
| британське                | британське                |                       | 415                   | 6.89%                 |
| французьке                | французьке                |                       | 1 410                 | 23.42%                |
| Латинськоамериканське     | Латинськоамериканське     |                       | 10                    | 0.17%                 |
| Карибське                 | Карибське                 |                       | 15                    | 0.25%                 |
| Африканське               | Африканське               |                       | 10                    | 0.17%                 |
| Азійське                  | Азійське                  |                       | 10                    | 0.17%                 |

| Зайнятість населення за галузями (за класифікацією NOC): | Зайнятість населення за галузями (за класифікацією NOC): | Зайнятість населення за галузями (за класифікацією NOC): | Зайнятість населення за галузями (за класифікацією NOC): | Зайнятість населення за галузями (за класифікацією NOC): |
| -------------------------------------------------------- | -------------------------------------------------------- | -------------------------------------------------------- | -------------------------------------------------------- | -------------------------------------------------------- |
|                                                          |                                                          |                                                          |                                                          |                                                          |
| Управління                                               | Управління                                               |                                                          | 6,9%                                                     | 6,9%                                                     |
| Бізнес, фінанси та адміністрування                       | Бізнес, фінанси та адміністрування                       |                                                          | 13%                                                      | 13%                                                      |
| Природничі та прикладні науки                            | Природничі та прикладні науки                            |                                                          | 4,4%                                                     | 4,4%                                                     |
| Охорона здоров'я                                         | Охорона здоров'я                                         |                                                          | 11,6%                                                    | 11,6%                                                    |
| Освіта, правозахист, муніципальні та урядові служби      | Освіта, правозахист, муніципальні та урядові служби      |                                                          | 7,9%                                                     | 7,9%                                                     |
| Мистецтво, культура, відпочинок та спорт                 | Мистецтво, культура, відпочинок та спорт                 |                                                          | 1,3%                                                     | 1,3%                                                     |
| Роздрібна торгівля та послуги                            | Роздрібна торгівля та послуги                            |                                                          | 26,1%                                                    | 26,1%                                                    |
| Гуртова торгівля, транспорт та обладнання                | Гуртова торгівля, транспорт та обладнання                |                                                          | 21,1%                                                    | 21,1%                                                    |
| Природні ресурси, сільське господарство                  | Природні ресурси, сільське господарство                  |                                                          | 3%                                                       | 3%                                                       |
| Виробництво                                              | Виробництво                                              |                                                          | 4,8%                                                     | 4,8%                                                     |

## Клімат
Середня річна температура становить 3,4°C, середня максимальна – 21,8°C, а середня мінімальна – -17,5°C. Середня річна кількість опадів – 1 112 мм.
| Клімат поселення                              | Клімат поселення | Клімат поселення | Клімат поселення | Клімат поселення | Клімат поселення | Клімат поселення | Клімат поселення | Клімат поселення | Клімат поселення | Клімат поселення | Клімат поселення | Клімат поселення | Клімат поселення |
| Показник                                      | Січ.             | Лют.             | Бер.             | Квіт.            | Трав.            | Черв.            | Лип.             | Серп.            | Вер.             | Жовт.            | Лист.            | Груд.            |                  |
| Середній максимум, °C                         | −5,66            | −4,49            | 0,98             | 7,10             | 14,26            | 20,06            | 21,84            | 21,06            | 15,86            | 9,90             | 3,70             | −4,05            |                  |
| Середня температура, °C                       | −11,62           | −10,42           | −4,96            | 1,16             | 8,34             | 14,12            | 17,86            | 17,08            | 11,88            | 5,92             | −0,28            | −8,03            |                  |
| Середній мінімум, °C                          | −17,53           | −16,36           | −10,88           | −4,78            | 2,40             | 8,21             | 13,89            | 13,12            | 7,90             | 1,94             | −4,26            | −11,99           |                  |
| Норма опадів, мм                              | 94               | 65               | 82               | 84               | 100              | 93               | 109              | 108              | 85               | 102              | 99               | 91               |                  |
| Середньомісячна швидкість вітру, м/с          | 4.18             | 4.19             | 4.20             | 4.00             | 3.67             | 3.30             | 2.96             | 2.98             | 3.23             | 3.64             | 3.84             | 4.06             |                  |
| Середньомісячна сонячна радіація, кДж/м²·день | 4999             | 8431             | 12294            | 15492            | 18329            | 20166            | 19540            | 17182            | 12568            | 7804             | 4642             | 3715             |                  |
| --------------------------------------------- | ---------------- | ---------------- | ---------------- | ---------------- | ---------------- | ---------------- | ---------------- | ---------------- | ---------------- | ---------------- | ---------------- | ---------------- | ---------------- |
| Джерело:                                      |                  |                  |                  |                  |                  |                  |                  |                  |                  |                  |                  |                  |                  |